# Plaque d'immatriculation islandaise
Les plaques d'immatriculation islandaises sont composées de 2 lettres « IS » (Islande), suivies de 2 lettres puis de 3 chiffres ou 1 lettre et 2 chiffres (pouvant aller jusqu'à 9) écrits en bleu sur fond blanc.